# Perseushaufen

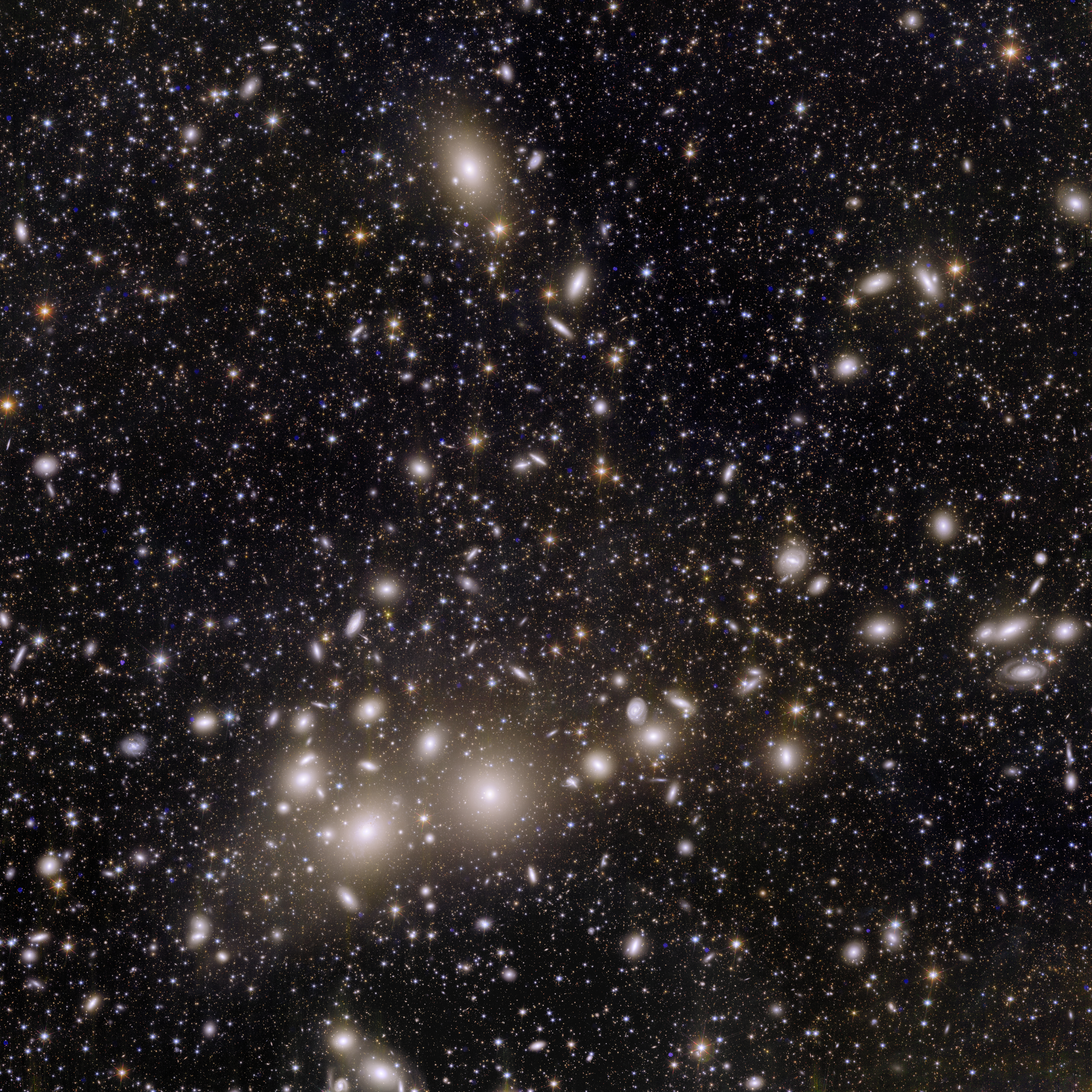
Aufnahme des Perseushaufens durch das Euclid-Teleskop

Der Perseushaufen (Abell 426) ist ein Galaxienhaufen im Sternbild Perseus. Er ist etwa 240 Millionen Lichtjahre entfernt. Seine mittlere Radialgeschwindigkeit beträgt rund 5400 Kilometer pro Sekunde. Er ist einer der nächsten reichen Galaxienhaufen und umfasst etwa 500 bis 1000 Galaxien, die sich am Himmel über ein Gebiet mit einem Durchmesser von etwa 15° verteilen. Er besteht vor allem aus gelblichen elliptischen und linsenförmigen Galaxien und hat eine geschätzte Gesamtmasse von 2 · 1015 Sonnenmassen. Nach dem Schema von Rood und Sastry (RS-Schema) wird der Haufen aufgrund seiner langgestreckten Form als Typ L klassifiziert.

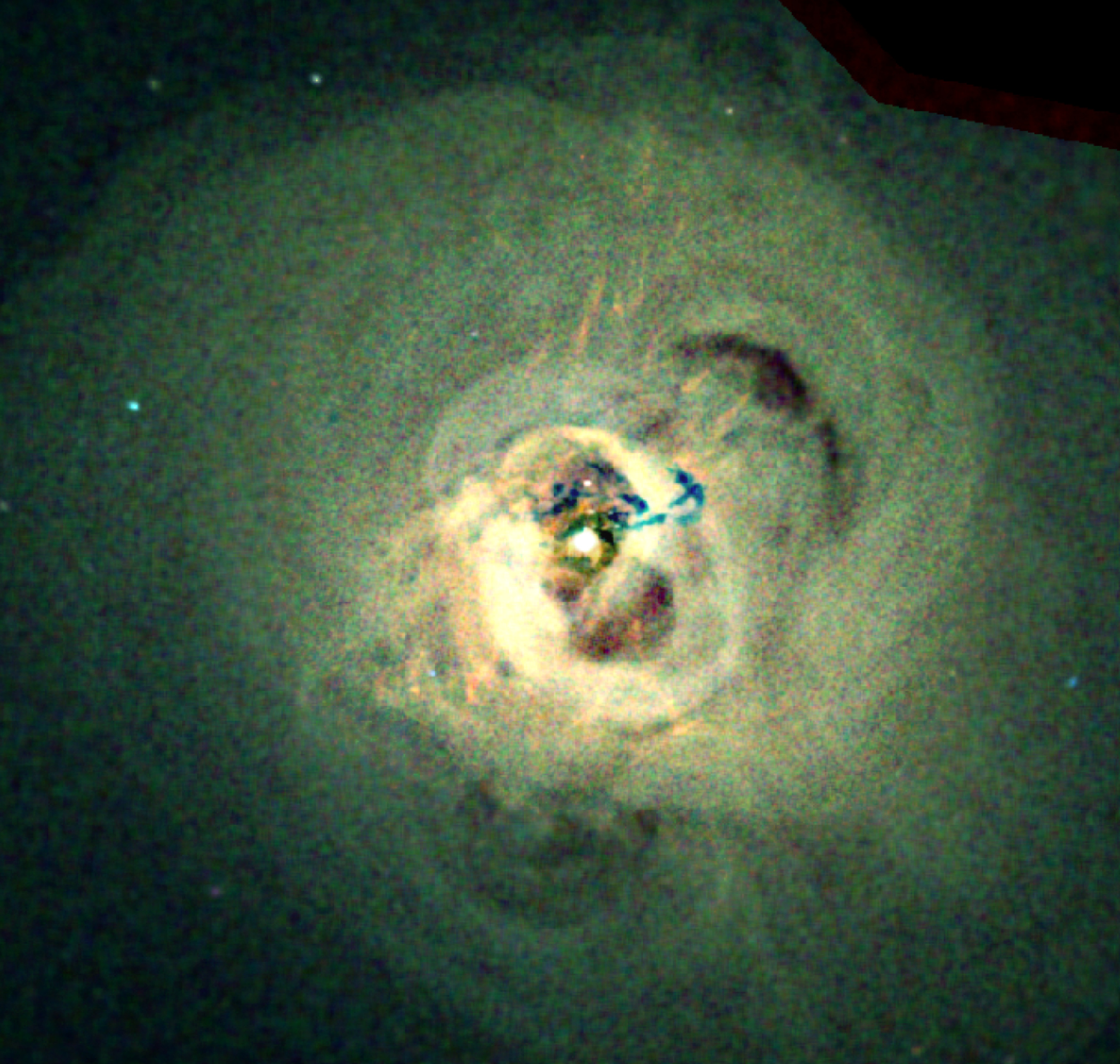
Röntgenaufnahme der Zentralregion des Perseushaufens durch das Chandra-Teleskop

Der Perseushaufen enthält unter anderem die starke Radioquelle Perseus A (3C 84), die mit der riesigen cD-Galaxie NGC 1275 im Zentrum des Haufens assoziiert ist. Das Plasma im Zentrum des Haufens um NGC 1275 ist so heiß, dass die mittleren Geschwindigkeiten der Ionen mit der Lichtgeschwindigkeit vergleichbar sind; man nennt dies ein relativistisches Plasma. Das intergalaktische Gas im Kern des Perseushaufens wird auf zehn Millionen Kelvin bis hundert Millionen Kelvin geschätzt. Es ist auch die Quelle starker Röntgenstrahlung, die den Perseushaufen zum hellsten Galaxienhaufen in diesem Spektralbereich macht.
Im Jahr 2013 entdeckten Astronomen der Universität Cambridge nach 53-stündiger Beobachtung mit dem Weltraum-Röntgenteleskop Chandra im Zentrum des Galaxienhaufens konzentrische Ringe aus verdichtetem Gas im Abstand von 35000 Lichtjahren. Erklärt wurden diese durch einen Rückkopplungseffekt in Verbindung mit einem riesigen Schwarzen Loch im Zentrum des Haufens, wodurch die folgende, periodisch ablaufende Sequenz entsteht: 
- Das Schwarze Loch verschluckt Gas, und es entstehen Jets
- die Jets heizen das Gas auf, es strömt nicht mehr nach innen
- dem Schwarzen Loch geht der Nachschub aus, die Jets erlahmen
- das Gas kühlt ab und stürzt wieder nach innen.[5]

Die Periode beträgt ca. 10 Millionen Jahre, somit entsprechen die Dichteschwankungen im relativistischen Gases einer Schallwelle mit einer Frequenz von 1/10 Millionen Jahren, nahe dem Ton B, 57 Oktaven unter dem eingestrichenen b.

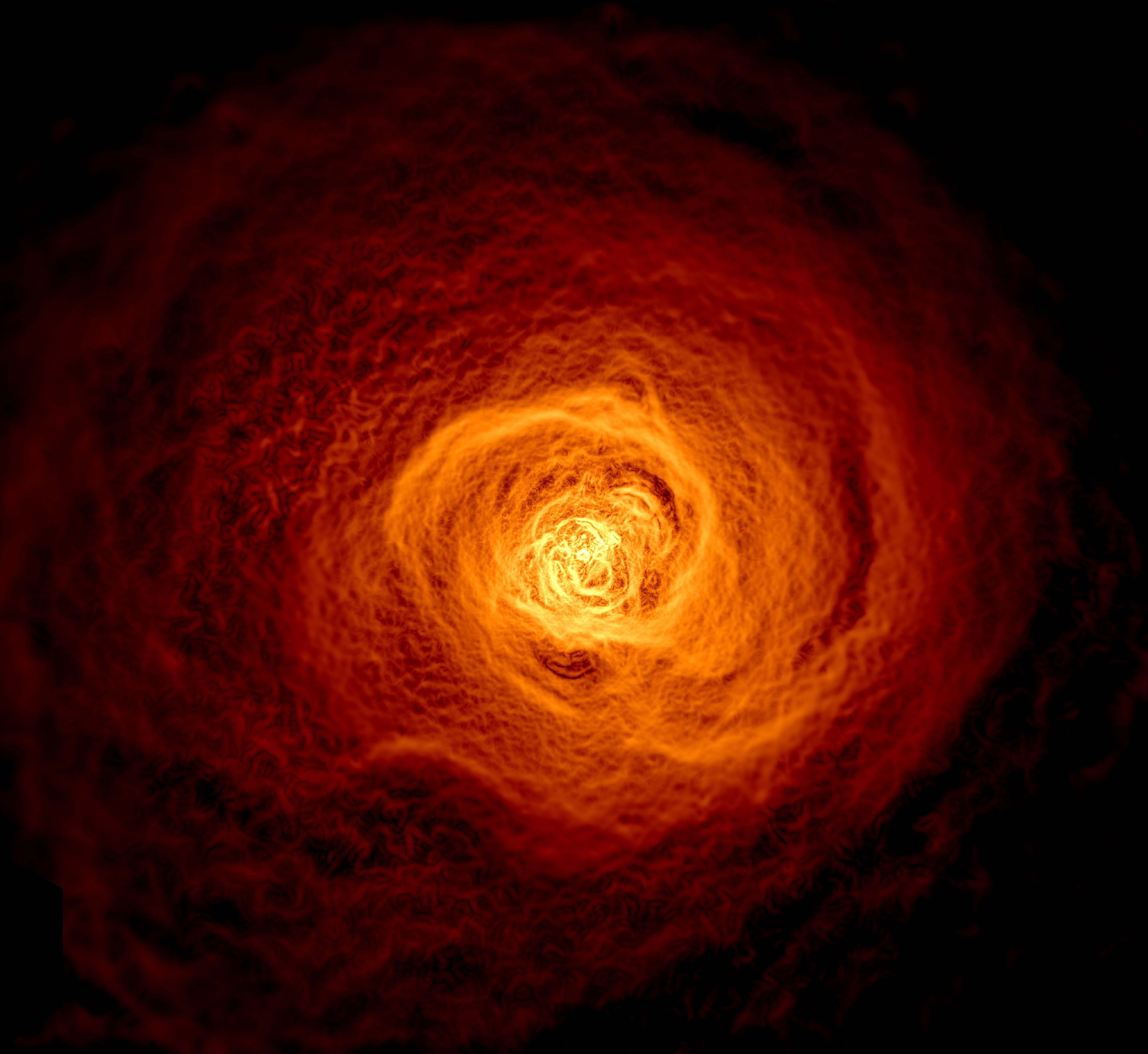
Die Kelvin-Helmholtz-Instabilität am linken unteren Rand im Perseushaufen

In den Daten vom Weltraumteleskop Chandra im Röntgenlicht wird eine kalte Front vermutet. Simulationen haben ergeben, dass diese Kaltfront eine Kelvin-Helmholtz-Instabilität sein könnte. Es wird vermutet, dass diese Instabilität von einem anderen Galaxiehaufen herrührt, welcher vor mehr als einer Milliarde Jahren am Perseushaufen vorbeizog und die Instabilität auslöste. Die Größe dieser Welle beträgt etwa 200.000 Lichtjahre.

## Galerie

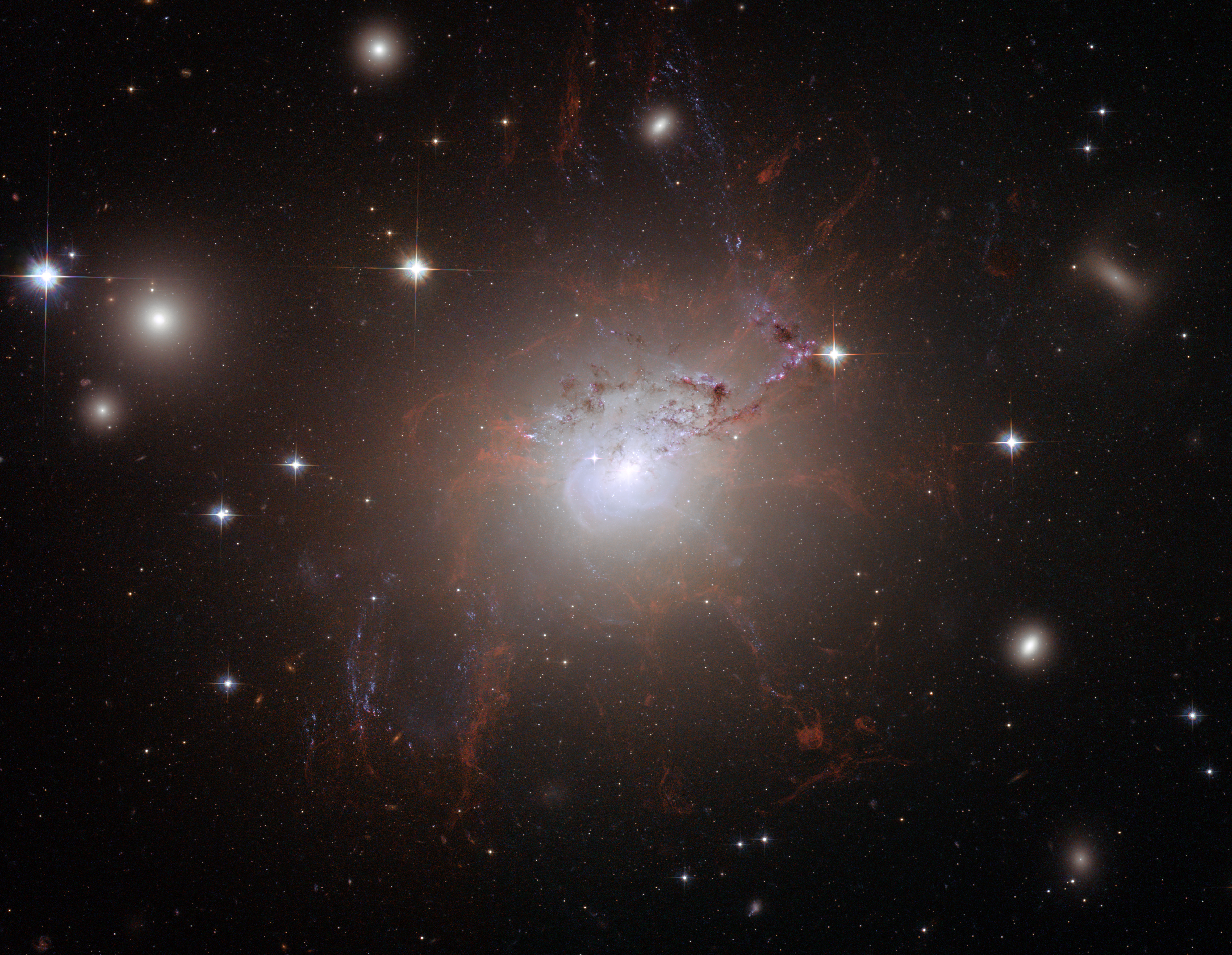
Die Galaxie NGC 1275 im Zentrum des Perseushaufens
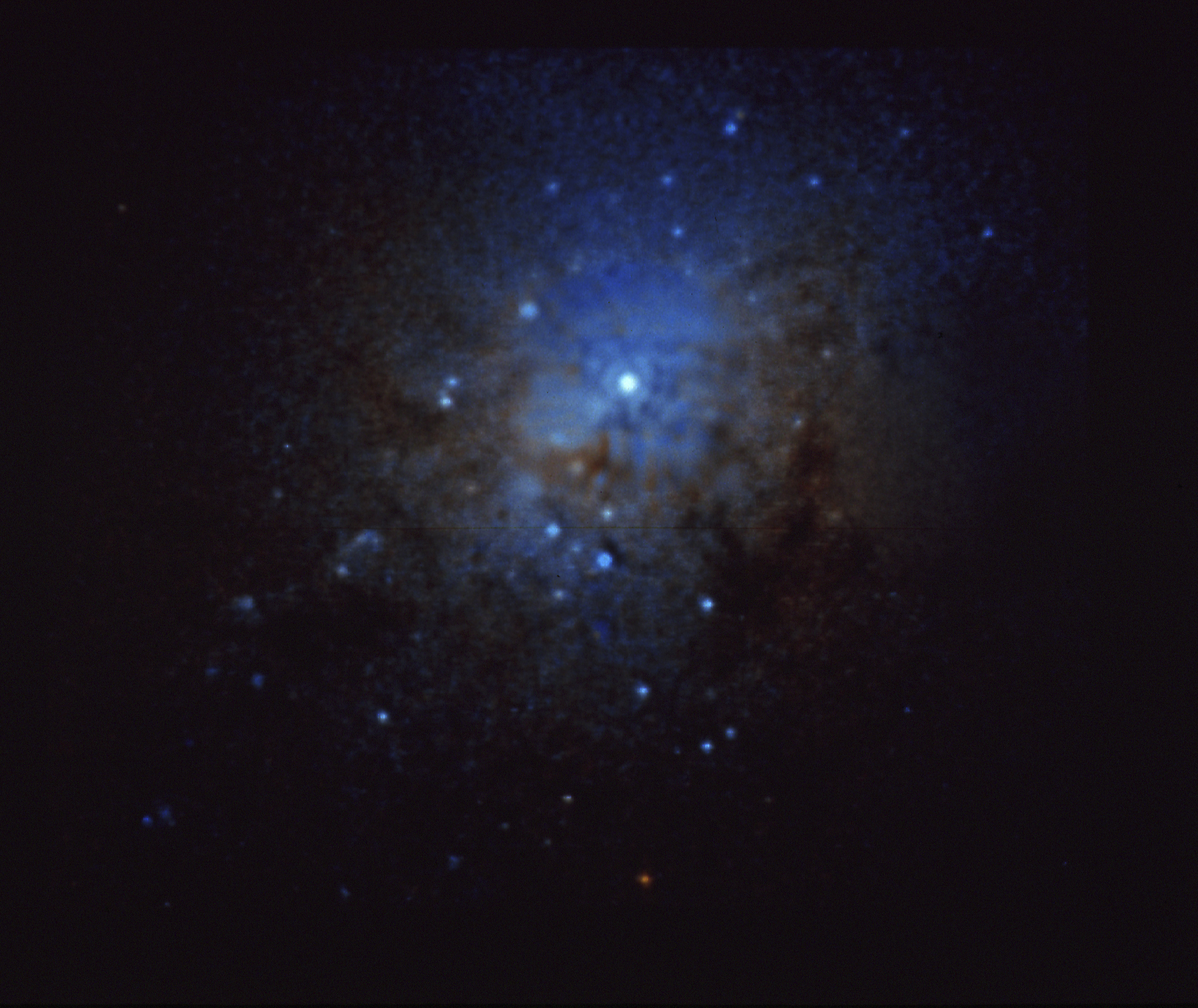
Zentrum der Galaxie NGC 1275 mit Teilen des relativistischen Gases (Gasblasen)